# Kate Bruce
Kate Bruce est une actrice américaine de l'époque du cinéma muet, née à Columbus (Indiana) le 17 février 1860; morte à New York (États-Unis) le 2 avril 1946. 
Elle tourna dans 289 films entre 1908 et 1931, parmi lesquels de nombreux films de D. W. Griffith.

## Filmographie partielle
- 1908 The Fight for Freedom de D. W. Griffith et Wallace McCutcheon Jr.
- 1908 : An Awful Moment de D. W. Griffith
- 1908 : La Vocation théâtrale (Behind the Scenes) de D. W. Griffith
- 1908 : L'Empreinte digitale (Betrayed by a Handprint) de D. W. Griffith
- 1908 : The Greaser's Gauntlet de D. W. Griffith
- 1909 : One Touch of Nature de D. W. Griffith
- 1909 : The Girls and Daddy de D. W. Griffith
- 1909 : La Pièce d'or (The Golden Louis) de D. W. Griffith
- 1909 : At the Altar de D. W. Griffith
- 1909 : The Cardinal's Conspiracy de D. W. Griffith
- 1909 : Le Spéculateur en grains (A Corner in Wheat) de D. W. Griffith
- 1909 : In Little Italy de D. W. Griffith
- 1911 : The Battle de D. W. Griffith
- 1911 : The Voice of the Child de D. W. Griffith
- 1912 : Heredity de D. W. Griffith
- 1912 : The Eternal Mother de D. W. Griffith
- 1912 : Le Chapeau de New York (The New York Hat) de D. W. Griffith (court-métrage) : Mme Goodhue
- 1913 : The Mothering Heart de D. W. Griffith
- 1913 : Pendant la bataille (The Battle at Elderbush Gulch) de D. W. Griffith
- 1913 : Le Marathon de la mort (Death's Marathon)  de D. W. Griffith
- 1914 : Judith de Béthulie (Judith of Bethulia) de D. W. Griffith
- 1916 : Betty of Greystone d'Allan Dwan
- 1916 : Civilisation, de Reginald Barker, Thomas H. Ince et Raymond B. West
- 1916 : Gretchen the Greenhorn de Chester M. Franklin et Sidney Franklin
- 1916 : Intolérance (Intolerance : Love's Struggle Throughout the Ages), de D. W. Griffith
- 1917 : Madame Bo-Peep de Chester Withey
- 1918 : Cœurs du monde (Hearts of the World) de D. W. Griffith
- 1918 : Une fleur dans les ruines (The Greatest Thing in Life) de D. W. Griffith
- 1919 : Le Pauvre Amour (True Heart Susie) de D. W. Griffith
- 1919 : Dans la tourmente (The Girl Who Stayed at Home de D. W. Griffith
- 1919 : Le Calvaire d'une mère (Scarlet Days) de D. W. Griffith
- 1919 : Le Roman de la vallée heureuse (A Romance of Happy Valley) de D. W. Griffith
- 1920 : La Danseuse idole (The Idol Dancer) de D. W. Griffith
- 1920 : À travers l'orage (Way Down East) de D. W. Griffith
- 1920 : L'Envolée (Flying Pat) de F. Richard Jones
- 1921 : Les Deux Orphelines (Orphans of the Storm) de D. W. Griffith
- 1927 : Ragtime de Scott Pembroke
- 1931 : L'Assommoir (The Struggle) de D. W. Griffith